# Franz Muhar
Franz Muhar (* 21. Dezember 1920 in Wien; †  7. Februar 2015 ebenda) war ein österreichischer Arzt und Atempädagoge. Als Lungenfacharzt beschäftigte er sich mit Asthma, berufsbedingten Lungenerkrankungen (Silikose, Asbestose) und sportmedizinischer Leistungsdiagnostik. Aus seiner Beschäftigung mit der Atemphysiologie beim Sprechen und Singen entstand das für die Sprecherziehung wichtige Konzept der Atemrhythmisch Angepassten Phonation.

## Leben und Laufbahn
Franz Muhar wuchs als zweites Kind von Franz (1889–1928) und Maria Muhar (geb. Völß; 1891–1967) unter prekären Verhältnissen im Wiener Stadtteil Erdberg auf. Ein älterer Bruder war früh verstorben. Der Vater war Lohnschlächter im städtischen Schlachthof St.Marx, infizierte sich dort mit Lungentuberkulose und starb, als der Sohn gerade erst sieben Jahre alt war. Die Mutter litt unter schwerem Asthma und musste die Kleinfamilie durch Aushilfsarbeiten in einer Tabaktrafik erhalten. Der bis zu einer erfolgreichen Operation zunächst stark sehbehinderte Sohn erkrankte wie sein Vater an Tuberkulose sowie infolgedessen an einer Hirnhautentzündung und musste viel Zeit in Spitälern verbringen.
Die Aufnahme des begabten Kindes in ein Gymnasium scheiterte am Schulgeld, daher besuchte Muhar zunächst die Hauptschule; durch Vermittlung eines Onkels, der Lehrer im Bundesrealgymnasium Mödling war, bekam er dort einen Freiplatz. Die lange tägliche Anfahrt erschwerte jedoch die Möglichkeit, mit Aushilfsarbeiten Geld zum Lebensunterhalt zu verdienen.
Nach der Matura 1940 begann Muhar das Medizinstudium an der Universität Wien, wurde jedoch bald zur Deutschen Wehrmacht eingezogen und diente als Soldat im Zweiten Weltkrieg, den er durch glückliche Zufälle überlebte. Nach Rückkehr aus der Kriegsgefangenschaft konnte er das Studium fortsetzen und 1947 abschließen. Während des Studiums hatte er Gertrude Melzer kennengelernt, die 1950 seine Frau wurde. Gertrude Muhar (1923–2014) war eine erfolgreiche Kinderärztin, das Ehepaar hatte drei Kinder: Ulrike Salzer-Muhar (* 1954, Kinderärztin), Andreas Muhar (* 1957, Nachhaltigkeitswissenschafter) und Sabine Muhar (* 1960, Schauspielerin).
Nach der Promotion 1947 arbeitete Muhar als Arzt in der Heilanstalt Gersthof der Wiener Gebietskrankenkasse in Wien-Währing und entschied sich aufgrund der eigenen Lebensgeschichte für das Fach Lungenheilkunde. Nach Abschluss der Facharztausbildung 1953 wollte er neben der Tätigkeit im Spital auch eine eigene Praxis eröffnen; diese Möglichkeit ergab sich 1955 nach dem Wechsel an die II.Chirurgische Universitätsklinik am Wiener Allgemeinen Krankenhaus (AKH), wo er das erste Lungenfunktionslabor Wiens aufbaute und für zahlreiche Kliniken des AKH Untersuchungen (Spiroergometrie, Blutgasanalysen, Vitalkapazität etc.) durchführte. Über den klinischen Bereich hinaus wurden auch sportmedizinische Leistungstest und Untersuchungen zur Atemphysiologie beim Sprechen und Musizieren entwickelt (s. u.).
1971 wurde Muhar im Fachgebiet Innere Medizin mit besonderer Berücksichtigung der Pulmologie habilitiert. 1974 wurde er zum Vorstand der II. Internen Lungenabteilung am Pulmologischen Zentrum der Stadt Wien auf der Baumgartner Höhe bestellt. 1976 erfolgte die Ernennung zum außerordentlichen Universitätsprofessor an der Medizinischen Fakultät der Universität Wien.
Nach der Pensionierung 1986 betrieb  Muhar weiterhin seine Kassenpraxis in Wien-Währing, publizierte wissenschaftliche Arbeiten und hielt Fortbildungskurse. Ein Schlaganfall im 83. Lebensjahr erzwang schließlich 2003 das Ende der ärztlichen Tätigkeit und den Rückzug aus der Fachöffentlichkeit. Muhar starb 2015, ein Jahr nach dem Tod seiner Frau.

## Arbeitsmedizin
Muhar engagierte sich für den Ausbau der arbeitsmedizinischen Forschung und Weiterbildung im deutschsprachigen Raum. Als Fachgutachter für die Allgemeine Unfallversicherungsanstalt war er mit vielen arbeitsbedingten Erkrankungen und Unfällen konfrontiert. In seiner Praxis betreute er Patienten mit Silikose, Asbestose und COPD teilweise über Jahrzehnte hinweg und konnte so die Langzeiteffekte dieser Erkrankungen erforschen. Gemeinsam mit Kurt Aigner vom Elisabethinenspital in Linz etablierte er die bis heute existierende Tagungsserie „Lunge – Umwelt – Arbeitsmedizin“ der Österreichischen Gesellschaft für Arbeitsmedizin und der Österreichischen Gesellschaft für Pulmologie als wichtiges Diskussionsforum an der Schnittstelle zwischen Arbeits- und Umweltmedizin.

## Sportmedizin
Im Jahr 1955 war Muhar Expeditionsarzt einer von Fritz Moravec geleiteten Expedition der Österreichischen Naturfreunde zum Ruwenzori und Kilimanjaro und führte dort in fast 6000 m Höhe erste sportmedizinische Untersuchungen durch. Als Taucherarzt war er 1964 bei den im Auftrag des Bundesministeriums für Inneres vorgenommenen Tauchgängen zur Bergung des vermeintlichen Nazi-Schatzes im Toplitzsee involviert. Die Erfahrungen aus der Tauchmedizin waren später auch arbeitsmedizinisch von Bedeutung, als beim Bau der Wiener U-Bahn Arbeiten unterhalb des Grundwasserspiegels unter Druckluft durchgeführt werden mussten. Das von Muhar geleitete atemphysiologische Laboratorium an der II. Chirurgischen Universitätsklinik war in den 1960er Jahren als eine der ersten Einrichtungen dieser Art in Österreich ausgestattet, um sportmedizinische Leistungstest für den damals in Entstehung befindlichen professionellen Spitzensport anzubieten. Dies wurde beispielsweise medienwirksam von der österreichischen Fußballnationalmannschaft in Anspruch genommen.

## Atemphysiologie beim Sprechen und Musizieren
Anfang der 1960er Jahre begann die Zusammenarbeit mit Horst Coblenzer (1927–2014), Professor für Sprecherziehung am Max-Reinhardt-Seminar der Akademie (heute Universität) für Musik und Darstellende Kunst, mit dem Ziel, die atemphysiologischen Grundlagen des Sprechens zu erforschen und in die Sprecherziehung zu integrieren. Zu Beginn der Forschungsarbeiten gab es noch keine tragbaren Geräte zur Erfassung von Atem- und Herzfrequenzen; wichtige Entwicklungsarbeiten hierzu wurden von Herwig Thoma (1939–2014), dem späteren Professor für Medizintechnik an der Universität Wien, geleistet, sodass schließlich auch bei Theateraufführungen physiologische Parameter der Darsteller aufgezeichnet werden konnten. 1965 erschien die wegweisende Publikation "Die Phonationsatmung", in welcher Coblenzer und Muhar die wesentlichen atemphysiologischen Grundlagen des Sprechens darlegen.
Später wurden die Untersuchungen in Kooperation mit der Pianistin Hilde Langer-Rühl auch auf das Atmen beim Singen und Musizieren ausgeweitet. Die vor einem Röntgenschirm aufgenommenen Filme der Zwerchfellbewegung von Instrumentalisten sind medizingeschichtlich interessante Dokumente, heute wäre diese Aufnahmetechnik wohl nicht mehr zulässig. 1965 wurde Muhar Gründungsmitglied des Instituts für Atem- und Stimmerziehung der Musikakademie und unterrichtet dort bis 1997.
Coblenzer und Muhar propagierten eine Sprechweise, die sich an dem natürlichen Atemrhythmus orientiert und das Schnappen nach Luft vermeidet, sie nannten dieses Konzept Atemrhythmisch Angepasste Phonation. Die praktische Umsetzung des wissenschaftlichen Konzeptes in der Sprecherziehung wurde erstmals 1976 in dem von beiden gemeinsam verfassten Lehrbuch „Atem und Stimme. Anleitung zu guten Sprechen“ dargestellt. Dieses Buch entwickelte sich rasch zu einem Standardwerk der Sprecherziehung im deutschen Sprachraum, erreichte 20 Auflagen und wurde ins Dänische, Finnische, Italienische, Niederländische, Slowenische und Tschechische übersetzt. Heute ist die Atemrhythmisch Angepasste Phonation ein wichtiger Baustein in der Schauspielausbildung, bei Sprachcoachings und in der Logopädie.

## Veröffentlichungen (Auswahl)
- mit Horst Coblenzer: Die Phonationsatmung. In: Wiener klinische Wochenzeitschrift. 77/48, 1965, S. 945–953.
- mit Horst Coblenzer: Atem und Stimme – Anleitung zum guten Sprechen. 20. Auflage. Verlag öbv & hpt, Wien 2006, ISBN 3-215-02040-8.
- Verzeichnis der wissenschaftlichen Veröffentlichungen von Franz Muhar bei PubMed